# Argilos

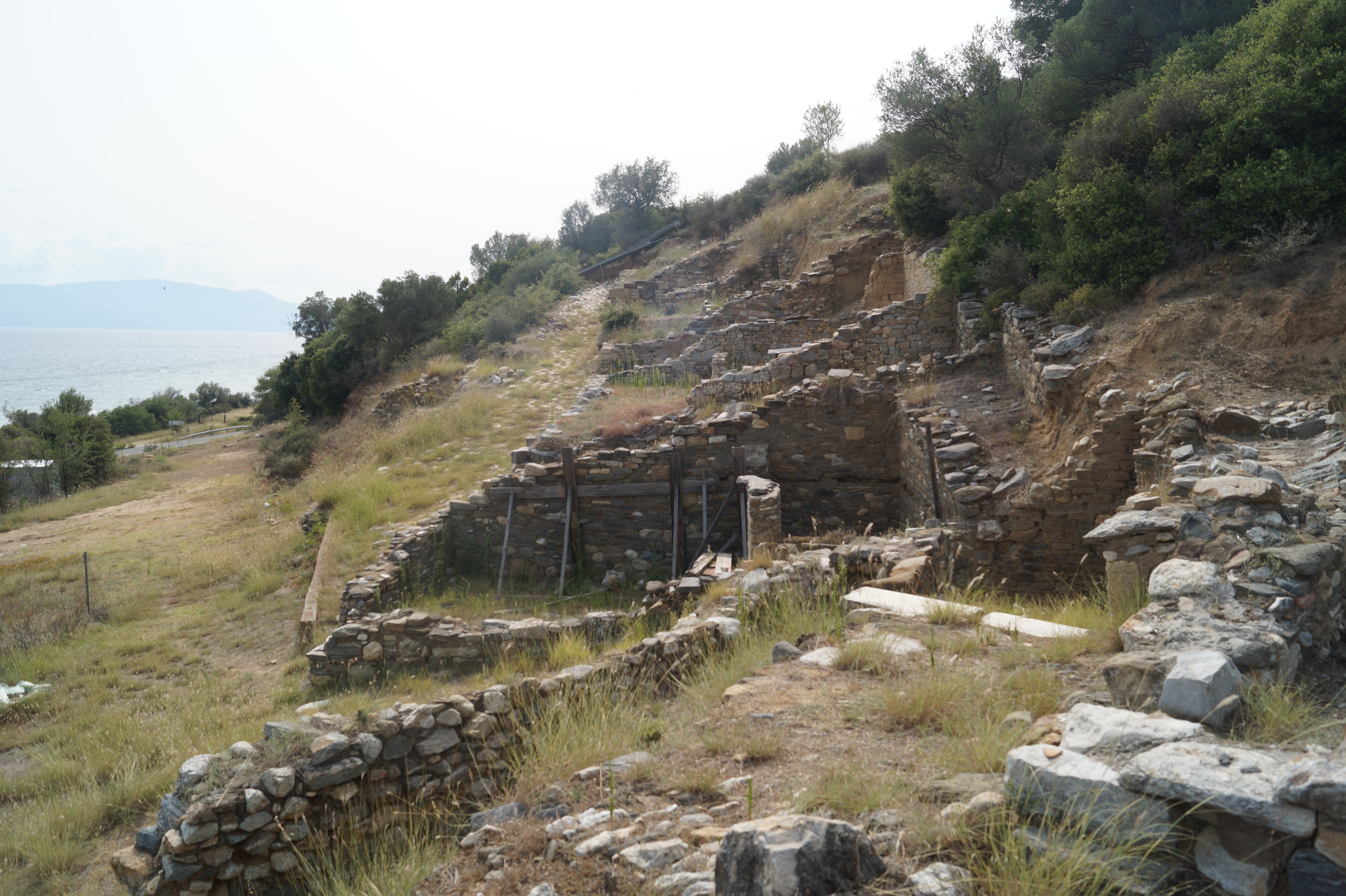
Argilos

Argilos – starożytne miasto greckie, kolonia Andros na północnym wybrzeżu Morza Egejskiego. Założona w roku 654 p.n.e. w czasie wielkiej kolonizacji. Miasto leżało w pobliżu Amfipolis.